# Tecolutla, Veracruz
Tecolutla là một đô thị thuộc bang Veracruz, México. Năm 2005, dân số của đô thị này là 24258 người.